# Eulasia jordanica
Eulasia jordanica är en skalbaggsart som beskrevs av Mitter 1992. Eulasia jordanica ingår i släktet Eulasia och familjen Glaphyridae. Inga underarter finns listade i Catalogue of Life.